# Їлдиз (парк)

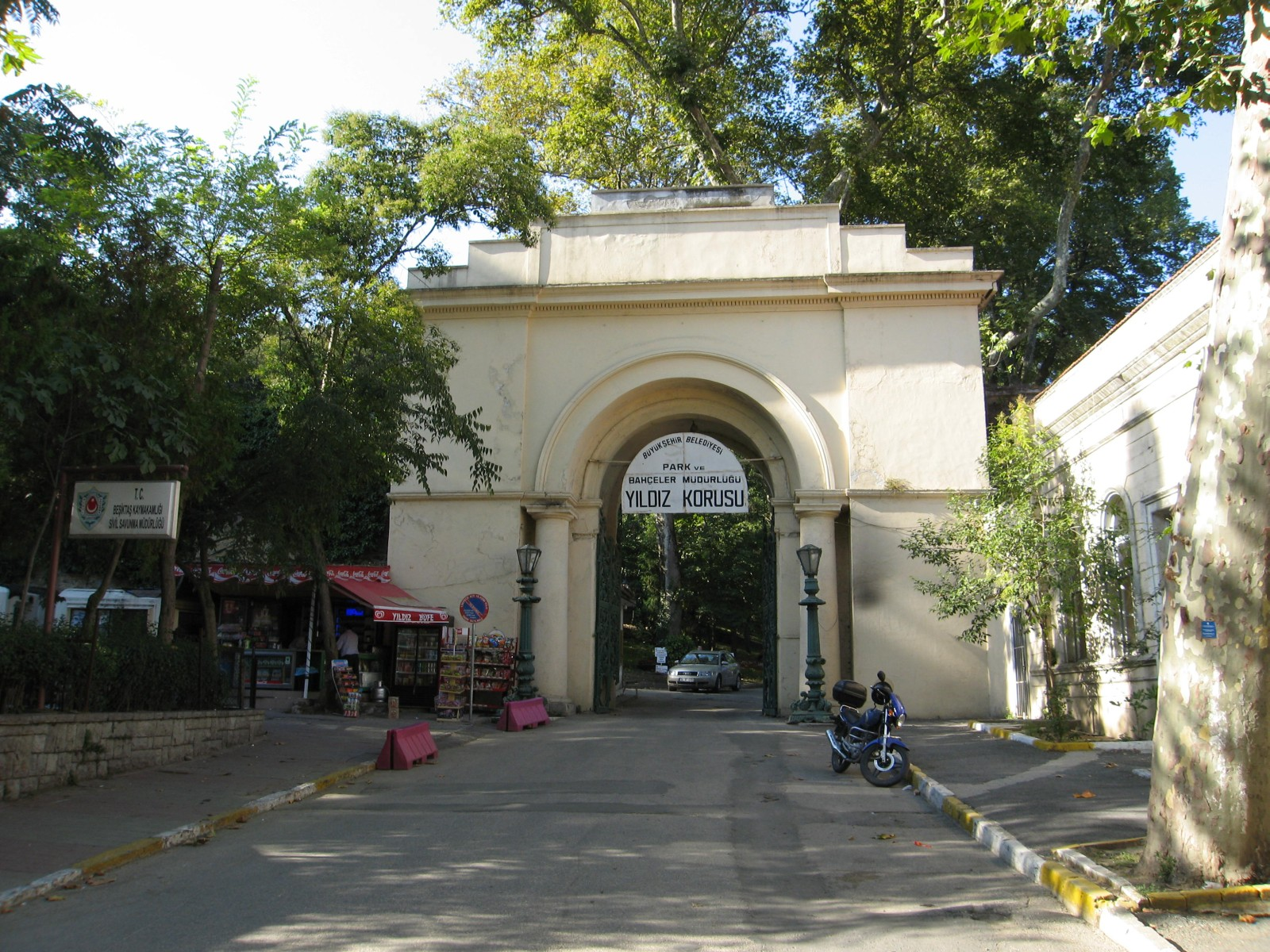
Головний вхід на територію парку Їлдиз

Парк Їлдиз (тур. Yıldız Parkı) — історичний міський парк в районі Бешикташ у Стамбулі, Туреччина. Це один із найбільших парків Стамбулу. Розташований в кварталі Їлдиз, між палацами Їлдиз і Чираган.

## Історія
Парк Їлдиз колись був частиною саду палацу Їлдиз. Тягнеться вниз по схилах від палацу й оточений стіною при правлінні султана, він призначався виключно для членів сім'ї правлячої династії.
За часів Візантії на території парку був ліс. За правління султана Сулеймана Пишного цей ліс був оголошений особистими мисливськими угіддями султанів. У наступні століття він залишався гаєм за приморськими палацами. Місцевість почала активно розвиватися в ході будівництва палацу Їлдиз (тур. Yıldız Kasrı), зведеному на замовлення султана Селіма III на початку XIX століття.
При палаці був закладений парк (0,1 км²), оточений високими стінами і відокремлений від гаю при правлінні султана Абдул-Хаміда II. У саду були побудовані невеликий ставок, павільйони, літні будиночки та порцеляновий завод.
Наразі парк Їлдиз — це гарний палацово-парковий комплекс, в якому культивуються квіти, рослини та дерева, зібрані з усіх куточків світу. Початок колекції покладено в епоху Османської імперії. З території парку відкривається панорамний вид на Босфор. Парк є популярним місцем відпочинку містян, особливо у вихідні. У двох гарних історичних павільйонах — Чадір і Мальтійський кіоск — влаштовані кафе.
Парк розділений на дві частини, зовнішня частина відкрита для громадськості та містить Шале, Чадір і Мальтійський кіоск і мануфактуру по виготовленню порцеляни. Серед рослин парку поширені магнолія, лавр, церцис європейський, срібний лайм і кінський каштан. Крім того, в парку ростуть дуб, кипарис, сосна, тис, кедр і ясен. Тут же знаходяться два штучних ставки.

## Галерея

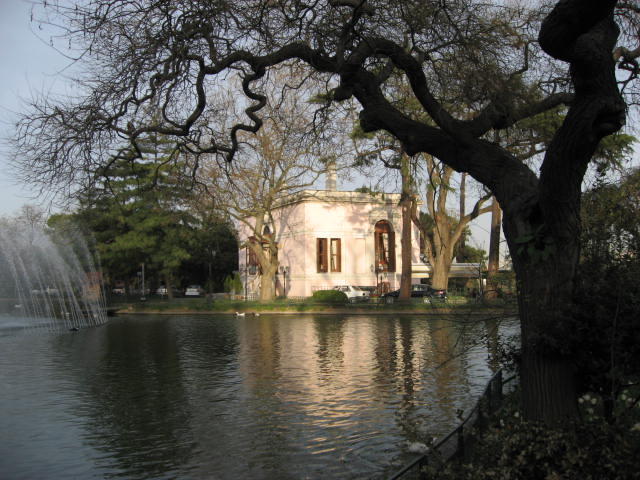
Павільйон Чадир
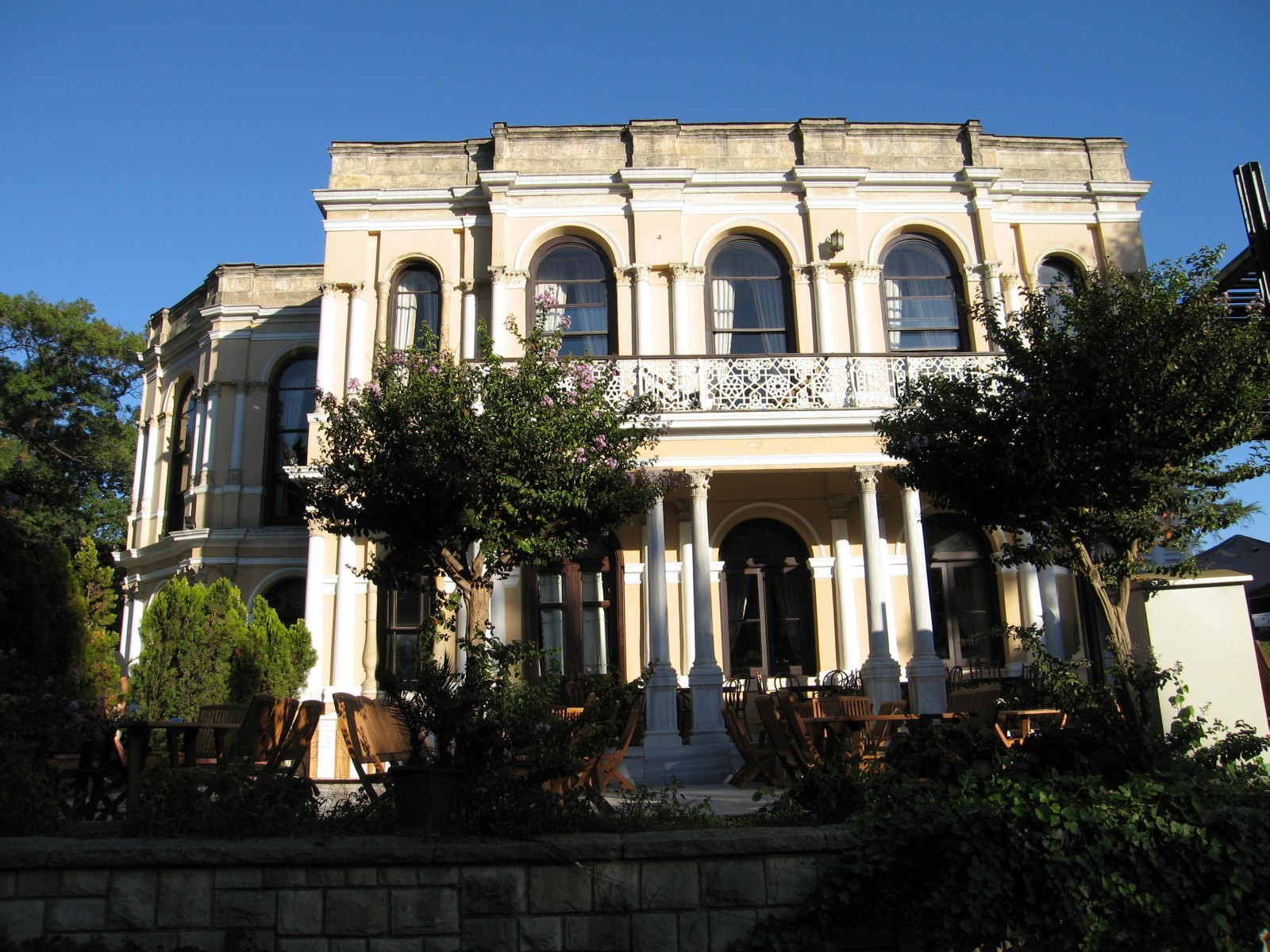
Мальтійський кіоск
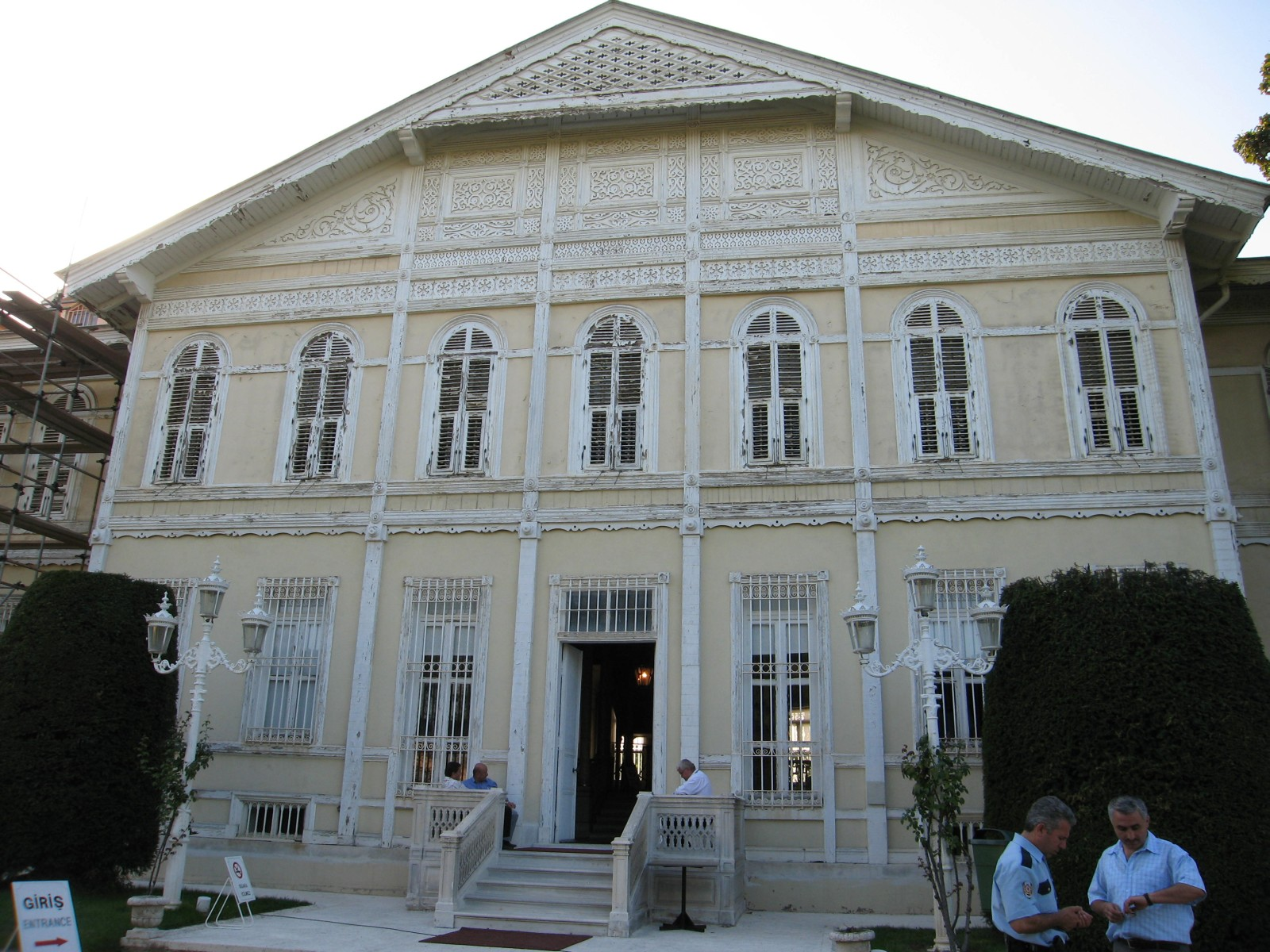
Фасад головної будівлі фасаду павільйону Шале
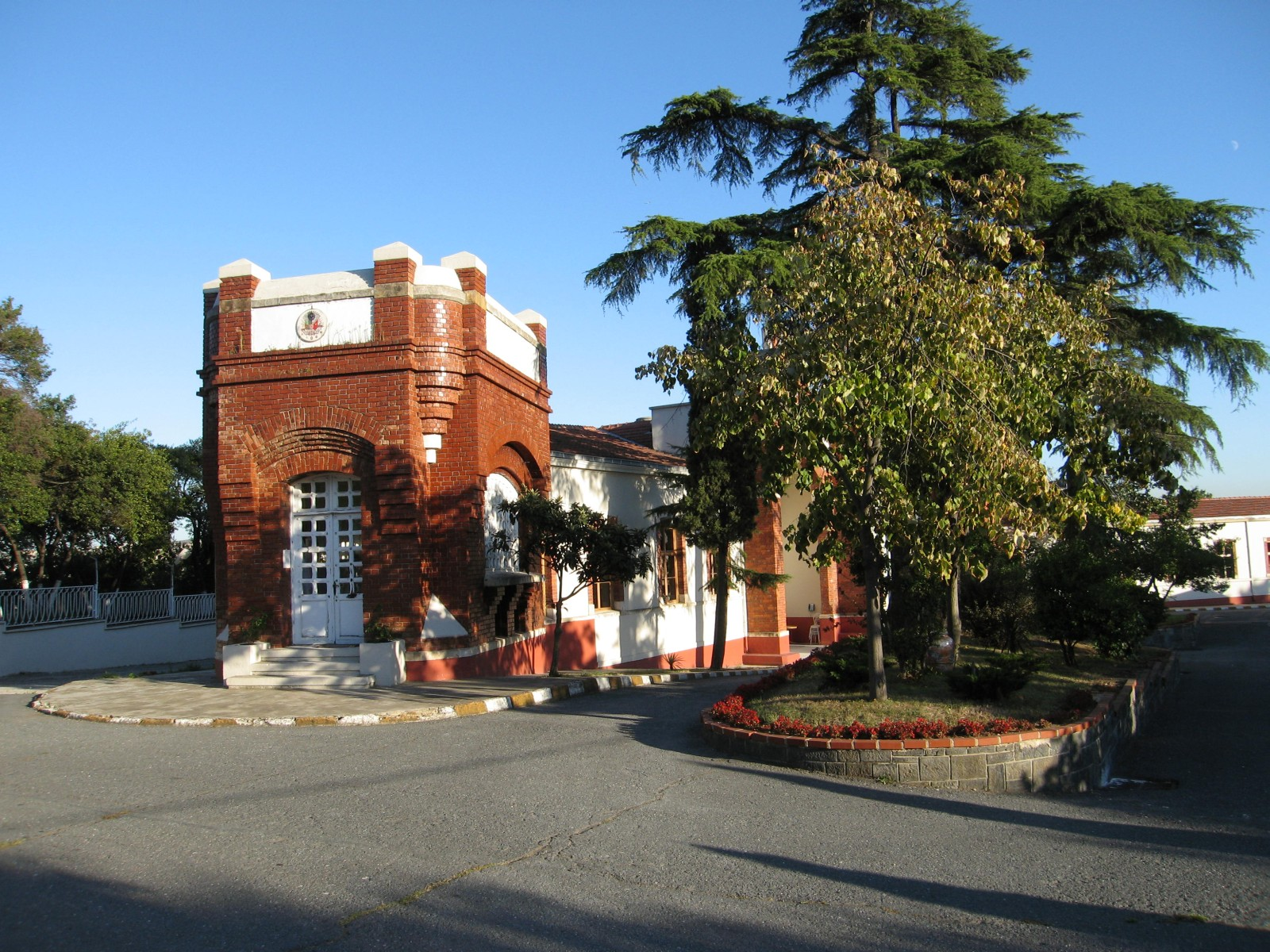
Мануфактура по виготовлення порцеляни
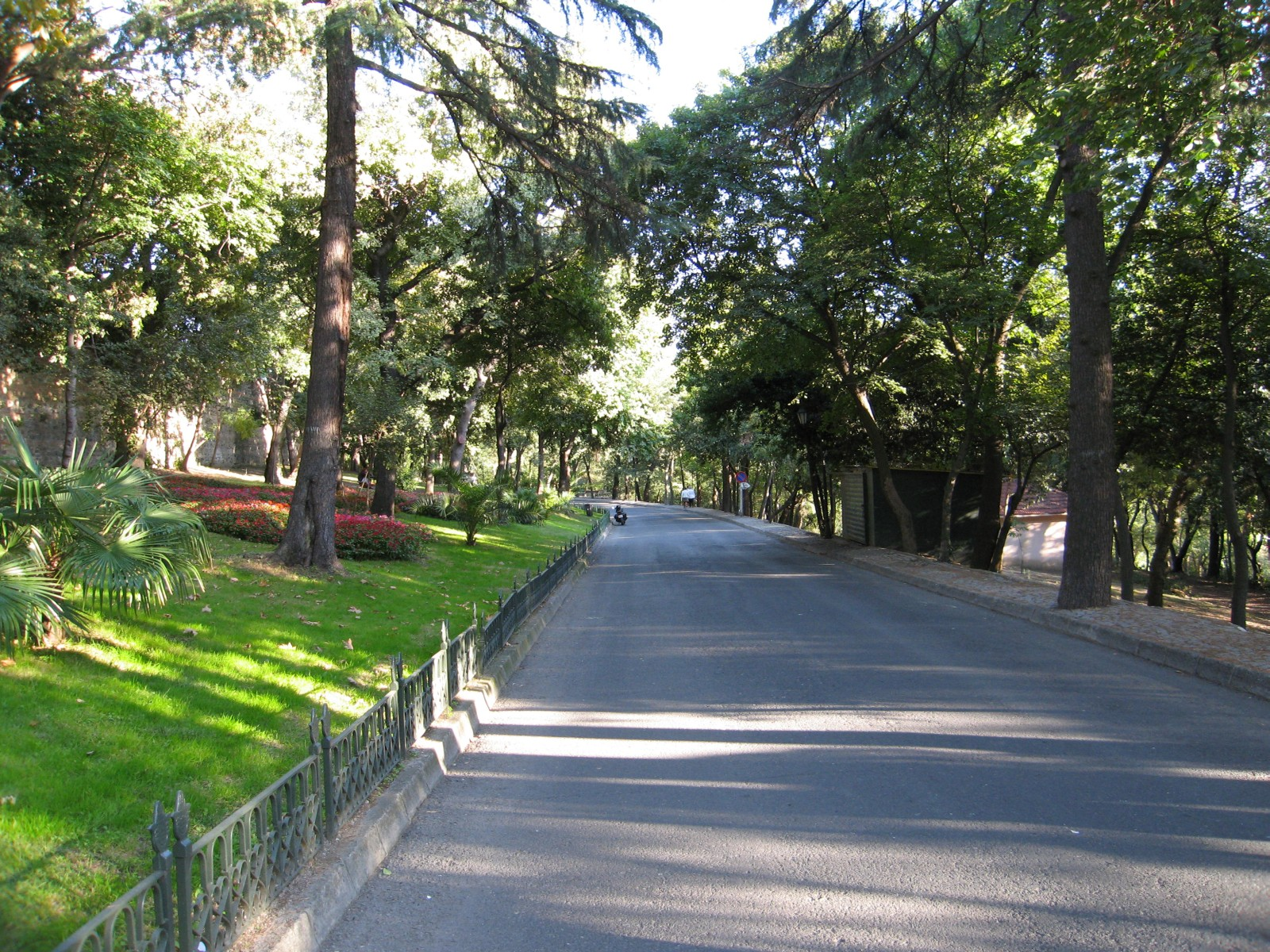
Дорога в парку до мануфактури
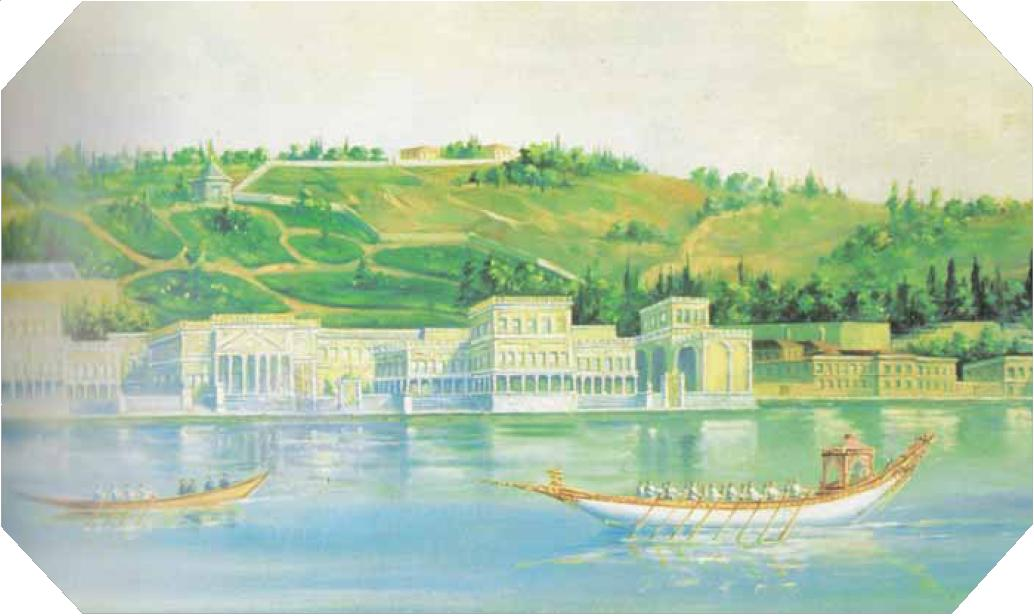
Вид на палац Чираган і парк Йилдиз в XIX столітті